# تواضع
تواضع یا فروتنی آن است که خود را برتر از رده پایین تر ندانیم.. تواضع یکی از فضائل اخلاقی است. تواضع در دین اسلام مورد تأکید ویژه قرار دارد و در قرآن، حدیث و متون عرفانی-اسلامی، تواضع ضد تکبر است و با ایمان ارتباطی مستحکم دارد.

## تواضع کاذب
تواضع کاذب به نمایش عمدی فروتنی یا کم‌اهمیت جلوه‌دادن توانایی‌ها و دستاوردها اشاره دارد که هدف آن می‌تواند جلب توجه، تأیید یا مزایای اجتماعی باشد. این رفتار ممکن است در دو زمینهٔ روان‌شناختی و سیاسی مورد بررسی قرار گیرد.
۱. تواضع به‌عنوان مکانیزم دفاعی
در روان‌شناسی، تواضع کاذب می‌تواند به‌عنوان یک مکانیزم دفاعی عمل کند. فرد با نمایش فروتنی مصنوعی، ممکن است تلاش کند از انتقادات احتمالی جلوگیری کرده یا احساسات منفی مانند شرم یا عدم کفایت را پنهان سازد. این رفتار می‌تواند به شکل‌گیری خود کاذب منجر شود که در آن، فرد جنبه‌هایی از خود واقعی‌اش را انکار کرده و شخصیتی مطابق با انتظارات اجتماعی ایجاد می‌کند. این فرآیند می‌تواند به اضطراب و مشکلات روان‌شناختی منجر شود.
۲. تواضع به‌عنوان ابزار سیاسی
در عرصهٔ سیاست، نمایش تواضع می‌تواند به‌عنوان ابزاری برای جلب هوادار و افزایش محبوبیت مورد استفاده قرار گیرد. سیاست‌مداران با نشان‌دادن فروتنی، ممکن است تلاش کنند تا به عنوان افرادی نزدیک به مردم و قابل‌دسترس دیده شوند، که این می‌تواند اعتماد عمومی را افزایش دهد. با این حال، اگر این تواضع صادقانه نباشد و صرفاً به‌عنوان ابزاری برای دستیابی به اهداف سیاسی به‌کار رود، می‌تواند به عنوان تواضع کاذب تلقی شود.